# Tethysbaena juriaani
Espèce
Tethysbaena juriaani est une espèce de crustacés thermosbaenacés de la famille des Monodellidae.

## Distribution
Cette espèce est endémique de République dominicaine. Elle se rencontre dans les eaux souterraines vers Santo Domingo.

## Description
Le mâle holotype mesure 1 855 µm et la femelle paratype 1 755 µm.

## Publication originale
- Wagner, 1994 : A monographic review of the Thermosbaenacea (Crustacea: Peracarida). A study on their morphology, taxonomy, phylogeny and biogeography. Zoologische Verhandelingen (Leiden), vol. 291, p. 1-338.